# Herbert III. od Vermandoisa
Herbert III. (francuski: Héribert III de Vermandois; 954. – 29. kolovoza 993.) bio je grof Vermandoisa iz dinastije Herbertovaca, ogranka Karolinga. Postao je grof 987.

## Obitelj
Njegovi su roditelji bili grof Adalbert I. Pobožni i njegova supruga, gospa Gerberga od Lotaringije. Herbertov je brat bio grof Oton I. od Chinyja.
Herbert je oženio neku Ermengardu, čiji su roditelji danas nepoznati. Ona je sa svojim mužem spomenuta u povelji iz 1045. Herbertovi i Ermengardini sinovi:
- Adalbert II. od Vermandoisa[5]
- Oton od Vermandoisa[6]